# OneTwoTrip
OneTwoTrip — туристический онлайн-агрегатор, предоставляющий услуги по бронированию номеров в отелях, покупке железнодорожных, авиа- и автобусных билетов, аренде автомобилей, а также заказу экскурсий. Сервис был запущен в 2011 году. 
По данным самого сервиса, его ежемесячная аудитория составляет около 4 млн человек.

## История
Проект был запущен в сентябре 2011 года одним из сооснователей Anywayanyday Петром Кутисом и изначально ориентировался исключительно на продажу авиабилетов на регулярные пассажирские рейсы.
В феврале 2012 года OneTwoTrip начал сотрудничать с ГК «Связной», запустив продажу авиабилетов на сайте «Связной Travel».
В июле 2012 года компания запустила франшизу в Германии, Австрии, Швейцарии, Азербайджане и на Украине. 
В 2015 году на платформе появилась возможность покупки железнодорожных билетов по России и СНГ от РЖД. Осенью того же года OneTwoTrip добавил возможность аренды автомобилей.
Также в декабре 2015 года OneTwoTrip приобрел сервис по поиску авиабилетов Corner.
В 2017 году сервис начал предлагать онлайн-продажу туров. В ноябре того же года OneTwoTrip в партнёрстве с международной системой бронирования Amadeus запустил продажу билетов на поезда по Европе. Пассажирам стали доступны билеты европейских железнодорожных компаний Eurostar, Renfe, Trenitalia, SNCF и др.
В феврале 2018 года на платформе появились билеты на междугородние автобусы для поездок по России, СНГ и Европе..
Осенью 2018 года сервис начал предлагать экскурсии в разных городах мира. 
Генеральный директор компании — Михаил Соколов, сменивший на этом посту основателя OneTwoTrip в августе 2015 года.

## Инвестиции
В 2012 году фонд Phenomen Ventures инвестировал $9 млн в OneTwoTrip  а в октябре того же года международная инвестиционная компания Atomico вложила $16 млн, получив миноритарный пакет акций.
По информации "Коммерсант", в конце 2014 года акционером сервиса стал Goldman Sachs, выкупив допэмиссию на сумму $8 млн.
В конце лета 2015 года шведский инвестиционный фонд Vostok New Ventures вложил в компанию $4 млн. В августе 2016 года Vostok New Ventures инвестировал в сервис OneTwoTrip ещё $2,5 млн. В 2017 году фонд увеличил свою долю в компании до 14,6%, инвестировав $5,8 млн.
30 марта 2017 года OneTwoTrip привлёк $3 млн от банка «Санкт-Петербург».

## Показатели
В первые годы существования основными источниками монетизации сервиса были агентская комиссия, наценка, добавляемая к стоимости найденного билета, и бонусное вознаграждение, которое могут выплачивать авиакомпании и глобальные системы дистрибуции авиабилетов GDS. Точный размер вознаграждения определялся индивидуально. Позже OneTwoTrip начал зарабатывать на комиссии от авиакомпаний, бонусных платежах от глобальных систем бронирования, продаже дополнительных сервисов и услуг, продаже отелей, железнодорожных билетов, а также за счет рекламы.
На старте работы, в августе 2011 года, средняя стоимость авиабилета на сервисе была $400. Средняя доходность сервиса с продажи каждого билета составляла 4 %.
В октябре 2012 года, по данным Ведомостей, месячный оборот сервиса составлял $36 млн. На май 2014 года, по данным «Секрета фирмы», среднемесячный оборот компании составил 1 698 млн руб. А по данным Slon.ru на август 2015 года, годовой оборот компании за 2014 год составил $450-500 млн (по среднему курсу 2014 года — 17,2-19,2 млрд рублей).

## Рейтинги
В 2012 году компания заняла 27-е место в рейтинге интернет-компаний по версии Forbes. В 2013 году журнал WIRED включил её в список самых перспективных проектов Москвы. В 2014 году OneTwoTrip попал в список «Лучших стартап-команд России» по версии «Секрета фирмы».
В том же 2014 году «Секрет фирмы» добавил компанию в топ-10 крупнейших онлайн-продавцов Рунета и был отмечен Forbes как один из пяти самых активно развивающихся российских travel-сервисов. В 2016 году OneTwoTrip попал в рейтинг «20 самых дорогих компаний Рунета».